# Erbgesundheitsgericht
Die Erbgesundheitsgerichte (E.G.G.), auch Sterilisierungsgerichte genannt, wurden am 1. Januar 1934 im Deutschen Reich auf der Grundlage des Gesetzes zur Verhütung erbkranken Nachwuchses vom 14. Juli 1933 eingeführt. Sie entschieden in äußerlich rechtsförmig gestalteten Verfahren über Anträge zur Zwangssterilisation geistig und körperlich behinderter Menschen, Patienten psychiatrischer Heil- und Pflegeanstalten sowie Alkoholkranker. Damit wurden sie zum Werkzeug zur Durchsetzung der nationalsozialistischen Rassenhygiene, die den Menschen zum bloßen Objekt staatlicher Verfügungsgewalt herabwürdigte.
Bis Mai 1945 wurden aufgrund der Beschlüsse der Erbgesundheitsgerichte etwa 350.000 Menschen zwangssterilisiert. Nach dem Anschluss Österreichs wurden 1939 auch dort Erbgesundheitsgerichte eingerichtet.

## Verfahren vor den Erbgesundheitsgerichten
Das Erbgesundheitsgericht wurde auf Antrag des „Unfruchtbarzumachenden“, seines Pflegers oder – mit Genehmigung des Vormundschaftsgerichts – seines gesetzlichen Vertreters tätig (§ 2). Zur Antragstellung waren – gesetzessystematisch nachrangig, in der Praxis allerdings in erster Linie – auch beamtete Ärzte sowie bei Insassen einer Kranken-, Heil-, Pflege- oder Strafanstalt auch der Anstaltsleiter berechtigt (§ 3).
Organisatorisch war das Erbgesundheitsgericht einem Amtsgericht angegliedert, oftmals für den Bezirk eines Landgerichts. Es musste mit einem Amtsrichter als Vorsitzenden, einem beamteten Arzt und einem weiteren für das Deutsche Reich approbierten Arzt besetzt sein, der mit der „Erbgesundheitslehre besonders vertraut“ zu sein hatte (§ 6 Abs. 1). Für die Zuständigkeit des Gerichts war der allgemeine Gerichtsstand des „Unfruchtbarzumachenden“ entscheidend (§ 5). Die Öffentlichkeit war bei den Verfahren der Erbgesundheitsgerichte nicht zugelassen (§ 7 Abs. 1).
Für das Verfahren vor den Erbgesundheitsgerichten galt der Amtsermittlungsgrundsatz (§ 7 Abs. 2). Das Gericht entschied nach freier Überzeugung mit Stimmenmehrheit aufgrund mündlicher Beratung (§ 8).
Rechtsmittelgericht für die Beschlüsse des Erbgesundheitsgerichts war das bei den Oberlandesgerichten zu bildende Erbgesundheitsobergericht (E.G.O.G). Es entschied endgültig (§ 10 Abs. 3) über die Beschwerden des Antragstellers, des beamteten Arztes oder des „Unfruchtbarzumachenden“ (§ 9) und wurde neben dem Mitglied des Oberlandesgerichtes wie das Instanzgericht besetzt. Beim Erbgesundheitsobergericht München etwa war Ernst Rüdin, der Gutachten nur anhand von Akten verfasste, von 1934 bis 1943 Beisitzer.
Die Erbgesundheitsgerichte entschieden von 1935 bis 1939 auch über die Versagung oder Zurücknahme des Ehetauglichkeitszeugnisses nach dem Ehegesundheitsgesetz.
Gegenstand der „Erbgesundheitsverfahren“ waren etwa „Schwachsinn“, „Schizophrenie“, „Erbliche Fallsucht“ und „Manisch-depressives Irresein“ sowie „schwerer Alkoholismus“, seltener „Erbliche Taubheit“, „Schwere Mißbildungen“, „Erbliche Blindheit“ und „Chorea Huntington“.

## Aufhebung der Gerichtsbeschlüsse (1998) und Ächtung des Gesetzes (2007)
Durch § 1 des Gesetzes zur Aufhebung von Sterilisationsentscheidungen der ehemaligen Erbgesundheitsgerichte vom 25. August 1998 (Artikel 2 des Gesetzes zur Aufhebung nationalsozialistischer Unrechtsurteile in der Strafrechtspflege und von Sterilisationsentscheidungen der ehemaligen Erbgesundheitsgerichte vom 25. August 1998, BGBl I S. 2501 ff.) wurden sämtliche Beschlüsse der Erbgesundheitsgerichte, die eine Unfruchtbarmachung angeordnet hatten, aufgehoben. Der Deutsche Bundestag hat in seiner Sitzung am 24. Mai 2007 das Gesetz zur Verhütung erbkranken Nachwuchses vom 14. Juli 1933 geächtet.

### Gesetzestext im Reichsgesetzblatt
- Gesetz zur Verhütung erbkranken Nachwuchses vom 14. Juli 1933, RGBl. I S. 529

### Bundestagsdrucksachen
- Regierungsentwurf eines Gesetzes zur Aufhebung von Sterilisationsentscheidungen der ehemaligen Erbgesundheitsgerichte, BT-Drs. 13/10708 vom 13. Mai 1998 (PDF-Datei; 89 kB)
- Antrag der Bundestagsfraktion Bündnis 90/Die Grünen zur Nichtigerklärung des Erbgesundheitsgesetzes, BT-Drs. 16/1171 vom 5. April 2006 (PDF-Datei; 53 kB)
- Antwort der Bundesregierung auf eine Kleine Anfrage der Bundestagsfraktion Die Linke zur Nichtigerklärung des Erbgesundheitsgesetzes, BT-Drs. 16/2384 vom 10. August 2006 (PDF-Datei; 60 kB)
- Antrag der Bundestagsfraktionen der CDU/CSU und SPD zur Ächtung des Gesetzes zur Verhütung erbkranken Nachwuchses, BT-Drs. 16/3811 vom 13. Dezember 2006 (PDF-Datei; 74 kB)
- Bericht und Beschlussempfehlung des Rechtsausschusses des Deutschen Bundestags zu Anträgen zur Nichtigkeitserklärung des Erbgesundheitsgesetzes, BT-Drs. 16/5450 vom 23. Mai 2007 (PDF-Datei; 116 kB)